# Caudites nipeensis
Caudites nipeensis är en kräftdjursart som beskrevs av Bold 1946. Caudites nipeensis ingår i släktet Caudites och familjen Hemicytheridae. Inga underarter finns listade i Catalogue of Life.